# Chelmonops curiosus
Chelmonops curiosus е вид бодлоперка от семейство Chaetodontidae. Видът не е застрашен от изчезване.

## Разпространение и местообитание
Разпространен е в Австралия.
Обитава крайбрежията и скалистите дъна на морета и рифове в райони с умерен климат. Среща се на дълбочина около 2,5 m.

## Описание
На дължина достигат до 26 cm.
Популацията на вида е стабилна.